# مقاطعة ريد ريفر (تكساس)
مقاطعة ريد ريفر (بالإنجليزية: Red River  County)‏ هي إحدى المقاطعات في ولاية تكساس، الولايات المتحدة الأمريكية.